# إستيبان دي لوكا
إستيبان دي لوكا (بالإسبانية: Esteban de Luca) هو مترجم وصحفي وشاعر أرجنتيني، ولد في 2 أغسطس 1786 في بوينس آيرس في الأرجنتين، وتوفي في 17 مايو 1824 في ريو دي لا بلاتا في الأوروغواي بسبب غرق.